# APEX Aircraft
La società APEX Aircraft era una holding francese specializzata nella produzione e commercializzazione di velivoli leggeri per il mercato dell'aviazione generale e nella loro assistenza.
Le marche del gruppo APEX Aircraft erano le seguenti:
- APEX International
- APEX Aircraft
- APEX Industries
- CAP Industries

Nel 1988 l'Apex Aircraft rilevò l'Avions Pierre Robin (già Centre Est Aéronautique (CEA)), conosciuta per la costruzione di aerei di tipo Jodel (dal nome dell'azienda che usava un tipo di semiala "piegata": la Société Avions Jodel), continuandone l'attività. Nel 1997 il costruttore Avions Mudry si è aggiunse al gruppo. In Germania la Robin era conosciuta soprattutto per i suoi aerei da traino, che erano stati in parte proposti sul mercato nazionale con motori Porsche.
Nel 2004 vi erano impiegati circa 160 lavoratori e le entrate annue ammontavano a 20 Milioni di euro. Ogni anno venivano prodotti circa 60 aerei. Negli anni successivi però l'accresciuta concorrenza accomunata dalla generale crisi del settore comportò un costante ridimensionamento delle attività produttive fino ad arrivare alla chiusura.
Nel settembre 2008 la Apex venne posta in liquidazione ed acquistata dalla CEAPR alla fine dello stesso anno. L'azienda, che già forniva pezzi di ricambio e servizi ad una clientela mondiale, continua ad operare nello stesso settore in attesa della ripresa dell'attività di produzione anche di velivoli completi.

## Modelli prodotti
- Robin DR400
- Robin DR500
- Robin R3000
- Alpha 120T
- Alpha 160A
- Apex CAP G202
- Mudry CAP 10
- Mudry CAP 20
- Mudry CAP 21
- Mudry CAP 222
- Mudry CAP 232